# Agrotis ferina
Agrotis ferina är en fjärilsart som beskrevs av Felder 1874. Agrotis ferina ingår i släktet Agrotis och familjen nattflyn. Inga underarter finns listade i Catalogue of Life.